# Chad Dawson
Pour les articles homonymes, voir Dawson.
Chad Dawson est un boxeur américain né le 13 juillet 1982 à Hartsville, Caroline du Sud.

## Carrière
Il devient champion du monde des poids mi-lourds WBC le 3 février 2007 en battant aux points Tomasz Adamek. Dawson défend trois fois sa ceinture en dominant respectivement Jesus Ruiz, Epifanio Mendoza et Glen Johnson le 12 avril 2008. Il laisse alors son titre vacant préférant combattre Antonio Tarver pour le gain de la ceinture IBF. Il l'emporte aux points à l'unanimité des juges le 11 octobre 2008 puis le 9 mai 2009 lors du combat revanche,.
Le 27 mai 2009, il renonce à sa ceinture après que l’IBF ait refusé de reporter sa défense obligatoire contre Tavoris Cloud. Chad Dawson tente de reconquérir la ceinture WBC des mi-lourds mais il s'incline aux points par décision technique au 11e round contre Jean Pascal le 14 août 2010 au Centre Bell de Montréal,. 
Le 15 octobre 2011, il redevient champion WBC des poids mi-lourds en remportant par décision technique le combat l'opposant à Bernard Hopkins. Mais 5 jours plus tard, le comité de la WBC décide d'inverser la décision et de redonner le titre à Hopkins en déclarant le combat no contest. Une revanche est finalement organisée le 28 avril 2012 et cette fois Dawson l'emporte aux points. Il est en revanche battu en super-moyens au 10e round par son compatriote Andre Ward, champion WBA & WBC de la catégorie, le 8 septembre 2012 puis perd sa ceinture des mi-lourds face à Adonis Stevenson le 8 juin 2013 par arrêt de l'arbitre dès le premier round.